# 2ª etapa del Giro de Italia 2017
La 2ª etapa del Giro de Italia 2017 tuvo lugar el 6 de mayo de 2017 entre Olbia y Tortolí sobre un recorrido de 221 km.

## Clasificación de la etapa
| \| Clasificación de la etapa \| Clasificación de la etapa \| Clasificación de la etapa \| Clasificación de la etapa \| Clasificación de la etapa \| \| Ciclista \| Ciclista \| Equipo \| Tiempo \| \| \| ------------------------- \| ------------------------- \| ------------------------- \| ------------------------- \| ------------------------- \| \| 1.º \| André Greipel \| Lotto-Soudal \| 6 h 05 min 18 s \| \| \| 2.º \| Roberto Ferrari \| UAE Team Emirates \| + 0 s \| \| \| 3.º \| Jasper Stuyven \| Trek-Segafredo \| + 0 s \| \| \| 4.º \| Fernando Gaviria \| Quick-Step Floors \| + 0 s \| \| \| 5.º \| Kristian Sbaragli \| Dimension Data \| + 0 s \| \| \| 6.º \| Enrico Battaglin \| LottoNL-Jumbo \| + 0 s \| \| \| 7.º \| Ryan Gibbons \| Dimension Data \| + 0 s \| \| \| 8.º \| Geraint Thomas \| Team Sky \| + 0 s \| \| \| 9.º \| Caleb Ewan \| Orica-Scott \| + 0 s \| \| \| 10.º \| Rui Alberto Costa \| UAE Team Emirates \| + 0 s \| \| |                   |                   |                 |
| |                   |                   |                 |
| Fuente: ProCyclingStats |                   |                   |                 |
| Clasificación de la etapa |                   |                   |                 |
| Ciclista | Ciclista          | Equipo            | Tiempo          |
| 1.º | André Greipel     | Lotto-Soudal      | 6 h 05 min 18 s |
| 2.º | Roberto Ferrari   | UAE Team Emirates | + 0 s           |
| 3.º | Jasper Stuyven    | Trek-Segafredo    | + 0 s           |
| 4.º | Fernando Gaviria  | Quick-Step Floors | + 0 s           |
| 5.º | Kristian Sbaragli | Dimension Data    | + 0 s           |
| 6.º | Enrico Battaglin  | LottoNL-Jumbo     | + 0 s           |
| 7.º | Ryan Gibbons      | Dimension Data    | + 0 s           |
| 8.º | Geraint Thomas    | Team Sky          | + 0 s           |
| 9.º | Caleb Ewan        | Orica-Scott       | + 0 s           |
| 10.º | Rui Alberto Costa | UAE Team Emirates | + 0 s           |

## Clasificaciones al final de la etapa

### Clasificación general
| \| Clasificación general \| Clasificación general \| Clasificación general \| Clasificación general \| Clasificación general \| \| Ciclista \| Ciclista \| Equipo \| Tiempo \| \| \| --------------------- \| --------------------- \| --------------------- \| --------------------- \| --------------------- \| \| 1.º \| André Greipel \| Lotto-Soudal \| 11 h 18 min 39 s \| \| \| 2.º \| Lukas Pöstlberger \| Bora-Hansgrohe \| + 4 s \| \| \| 3.º \| Caleb Ewan \| Orica-Scott \| + 8 s \| \| \| 4.º \| Roberto Ferrari \| UAE Team Emirates \| + 8 s \| \| \| 5.º \| Jasper Stuyven \| Trek-Segafredo \| + 10 s \| \| \| 6.º \| Pável Brutt \| Gazprom-RusVelo \| + 12 s \| \| \| 7.º \| Kristian Sbaragli \| Dimension Data \| + 14 s \| \| \| 8.º \| Ryan Gibbons \| Dimension Data \| + 14 s \| \| \| 9.º \| Fernando Gaviria \| Quick-Step Floors \| + 14 s \| \| \| 10.º \| Enrico Battaglin \| LottoNL-Jumbo \| + 14 s \| \| |                   |                   |                  |
| |                   |                   |                  |
| Fuente: ProCyclingStats |                   |                   |                  |
| Clasificación general |                   |                   |                  |
| Ciclista | Ciclista          | Equipo            | Tiempo           |
| 1.º | André Greipel     | Lotto-Soudal      | 11 h 18 min 39 s |
| 2.º | Lukas Pöstlberger | Bora-Hansgrohe    | + 4 s            |
| 3.º | Caleb Ewan        | Orica-Scott       | + 8 s            |
| 4.º | Roberto Ferrari   | UAE Team Emirates | + 8 s            |
| 5.º | Jasper Stuyven    | Trek-Segafredo    | + 10 s           |
| 6.º | Pável Brutt       | Gazprom-RusVelo   | + 12 s           |
| 7.º | Kristian Sbaragli | Dimension Data    | + 14 s           |
| 8.º | Ryan Gibbons      | Dimension Data    | + 14 s           |
| 9.º | Fernando Gaviria  | Quick-Step Floors | + 14 s           |
| 10.º | Enrico Battaglin  | LottoNL-Jumbo     | + 14 s           |

### Clasificación por puntos
| Clasificación por puntos | Clasificación por puntos | Clasificación por puntos      | Clasificación por puntos | Clasificación por puntos |
| Ciclista                 | Ciclista                 | Equipo                        | Puntos                   |                          |
| ------------------------ | ------------------------ | ----------------------------- | ------------------------ | ------------------------ |
| 1.º                      | André Greipel            | Lotto-Soudal                  | 75 pts                   |                          |
| 2.º                      | Daniel Teklehaimanot     | Dimension Data                | 72 pts                   |                          |
| 3.º                      | Lukas Pöstlberger        | Bora-Hansgrohe                | 51 pts                   |                          |
| 4.º                      | Caleb Ewan               | Orica-Scott                   | 42 pts                   |                          |
| 5.º                      | Kristian Sbaragli        | Dimension Data                | 38 pts                   |                          |
| 6.º                      | Roberto Ferrari          | UAE Team Emirates             | 35 pts                   |                          |
| 7.º                      | Jasper Stuyven           | Trek-Segafredo                | 35 pts                   |                          |
| 8.º                      | Eugert Zhupa             | Wilier Triestina-Selle Italia | 28 pts                   |                          |
| 9.º                      | Fernando Gaviria         | Quick-Step Floors             | 22 pts                   |                          |
| 10.º                     | Ilia Koshevoy            | Wilier Triestina-Selle Italia | 20 pts                   |                          |

### Clasificaciones por equipos

#### Clasificación por tiempo
| Clasificación por equipos | Clasificación por equipos | Clasificación por equipos | Clasificación por equipos |
| Equipo                    | Equipo                    | Tiempo                    |                           |
| ------------------------- | ------------------------- | ------------------------- | ------------------------- |
| 1.º                       | Orica-Scott               | 33 h 56 min 39 s          |                           |
| 2.º                       | Bora-Hansgrohe            | + 0 s                     |                           |
| 3.º                       | UAE Team Emirates         | + 0 s                     |                           |
| 4.º                       | Trek-Segafredo            | + 0 s                     |                           |
| 5.º                       | Quick-Step Floors         | + 0 s                     |                           |
| 6.º                       | Dimension Data            | + 0 s                     |                           |
| 7.º                       | Sky                       | + 0 s                     |                           |
| 8.º                       | Team Sunweb               | + 0 s                     |                           |
| 9.º                       | Bahrain-Merida            | + 0 s                     |                           |
| 10.º                      | Movistar Team             | + 0 s                     |                           |

#### Clasificación por puntos
| Clasificación por equipos | Clasificación por equipos     | Clasificación por equipos | Clasificación por equipos |
| Equipo                    | Equipo                        | Puntos                    |                           |
| ------------------------- | ----------------------------- | ------------------------- | ------------------------- |
| 1.º                       | Lotto-Soudal                  | 75 pts                    |                           |
| 2.º                       | Dimension Data                | 73 pts                    |                           |
| 3.º                       | Bora-Hansgrohe                | 66 pts                    |                           |
| 4.º                       | UAE Team Emirates             | 55 pts                    |                           |
| 5.º                       | Trek-Segafredo                | 53 pts                    |                           |
| 6.º                       | Orica-Scott                   | 42 pts                    |                           |
| 7.º                       | Quick-Step Floors             | 25 pts                    |                           |
| 8.º                       | Wilier Triestina-Selle Italia | 19 pts                    |                           |
| 9.º                       | Lotto NL-Jumbo                | 15 pts                    |                           |
| 10.º                      | Gazprom-RusVelo               | 11 pts                    |                           |